# Яблоновица
Яблоно́вица (укр. Яблуновиця) — село на Украине, находится в Оратовском районе Винницкой области.
Код КОАТУУ — 0523187901. Население по переписи 2001 года составляет 404 человека. Почтовый индекс — 22642. Телефонный код — 4330.
Занимает площадь 1,27 км².

## Адрес местного совета
22642, Винницкая область, Оратовский р-н, с. Яблоновица, ул. Карла Маркса, 10